# Арзамасская правда
«Арзамасская правда» — газета, выходит в городе Арзамас с 1917 года.

## История
Первый номер газеты «Молот» вышел 14 (27 декабря) 1917 года.
5 июля 1929 года газета была переименована в «Арзамасскую деревню», являлась органом Арзамасского окружного комитета ВКП(б), исполкома окружного Совета депутатов и окружного профсовета.
20 августа 1930 года газета стала районной.
С 1 января 1932 года выходит под современным названием — «Арзамасская правда». В 1932—1936 годах главным редактором был П. П. Плетнёв.